# Saïd Bendriss
Saïd Bendriss, né le 29 juin 1985, à Moissac, en France, est un ancien joueur de basket-ball français. Il évolue au poste de pivot.